# Teushen
Le teushen (ou tewshen, tehue) est une langue chon parlée en Argentine, dans la région de Patagonie. La langue avait comme voisin, au Sud, le tehuelche.
Des documents sur le teushen ont été publiés en Argentine, en 1913, par Lehmann-Nitsche. La langue, maintenant éteinte, ne comptait plus que 10 à 12 locuteurs en 1925, alors que les Teushen étaient 500 ou 600 avant 1850.